# 山形瑞秋
山形瑞秋（Rachael Yamagata，1977年9月23日—），是名美國創作歌手。山形瑞秋的父親是第三代日裔美國人，母親則有義大利與德國血統。

## 早年生活
由於父母在瑞秋幼時離婚，她的童年就在華盛頓特區擔任律師、哈佛畢業的第三代日裔美國人父親，以及在紐約市擔任畫家/藝術家、有著義大利、德國血統的母親之間生活。瑞秋畢業於馬里蘭州貝塞斯達的女子學校Holton-Arms School，之後進入西北大學與Vassar College。瑞秋有個雙胞胎兄弟，Benji。

## 音樂生涯

### Bumpus
瑞秋曾擔任芝加哥的放克融合樂樂團 Bumpus 的主唱，在這六年間，她不斷的創作，錄製了三張樂團專輯，並在美國各地巡迴。2001年，在寫了數首與樂團曲風不和的歌曲後，瑞秋決定帶著這些歌開始個人演唱生涯。2002年9月，她與 Arista Records 旗下的 Private Music 簽下兩張唱片的合約，由 Malcolm Burn 製作的同名EP在10月發行。

### 歌手生涯
瑞秋的首張專輯《偶遇》在2004年6月推出，獲得評論家一致好評。專輯由John Alagia（大衛·馬修、約翰·梅爾、班弗茲三人組）擔任製作人。《I Want You》邀請了美國著名音樂團體The Klezmatics的成員參與。莫文蔚的歌曲《一個人睡》是翻唱自專輯中的《Be Be Your Love》。
她的歌曲曾被許多電視劇所採用，包括《聖女魔咒》、《老爸老媽的浪漫史》、《急診室的春天》、《整形春秋》、《情歸何處》（Men in Trees）、《雙面女間諜》、《籃球的天空》、《家族風雲》、《實習醫生》、《玩酷世代》等，其中瑞秋還曾在《玩酷世代》第二季中客串。瑞秋也為曼蒂·摩爾2007年的專輯《Wild Hope》寫歌，並擔任曼蒂多場巡迴的暖場來賓。
2008年5月22日，官網提供新EP《Loose Ends》的數位下載，內含三首新歌，作為延後發行的第二張專輯的預告。
2008年10月7日，第二張專輯《殫精竭慮》發行。這張專輯比前作更為陰鬱、更為悲痛。《殫精竭慮》原先是預定在2007年夏末發行。
2008年10月9日，LiveDaily Sessions 網站釋出了《Faster》與《Sunday Afternoon》兩首歌曲的Acoustic版現場演唱影片。
2009年4月2日，她在電視劇「One Life to Live」內虛構的 Capricorn Cafe 演唱單曲《Elephants》。
瑞秋的歌曲曾出現在多部電影與電視影集中，包括了：
| 年度 | 電視影集/電影                                              | 歌曲                        | 備註                                      |
| ---- | ---------------------------------------------------------- | --------------------------- | ----------------------------------------- |
| 2004 | 《籃球的天空》                                             | 《Be Be Your Love》         | 集數：「The Trick Is to Keep Breathing」  |
| 2005 | 《牛仔褲的夏天》 （The Sisterhood of the Traveling Pants） | 《Be Be Your Love》         |                                           |
| 2005 | 《春心蕩漾》                                               | 《I Wish You Love》         |                                           |
| 2005 | 《玩酷世代》                                               | 《Reason Why》              | 第11集－「The Second Chance」             |
| 2005 | 《玩酷世代》                                               | 《Worn Me Down》            | 第3集－「The New Kids On The Block」      |
| 2005 | 《One Life to Live》                                       | 《I'll Find A Way》         |                                           |
| 2005 | 《偷穿高跟鞋》 （In Her Shoes）                            | 《Collide》                 |                                           |
| 2005 | 《伊麗莎白小鎮》                                           | 《Jesus Was A Cross Maker》 | Judee Sill翻唱曲                          |
| 2005 | 《急診室的春天》                                           | 《I'll Find A Way》         | 第11季第17集                              |
| 2006 | 《老爸老媽的浪漫史》                                       | 《Quiet》                   | 「Nothing Good Happens After 2 A.M.」     |
| 2006 | 《終情之吻》 （The Last Kiss）                             | 《Reason Why》              |                                           |
| 2006 | 《Bella》                                                  | 《Meet Me By the Water》    |                                           |
| 2006 | 《很愛很愛妳》                                             | 《I'll Find a Way》         | 韓劇                                      |
| 2007 | 《Los Serrano》                                            | 《I'll Find a Way》         | 集數：「Las Fases del Amor」              |
| 2007 | 《拉字至上》                                               | 《Be Be Your Love》         | 第五季預告                                |
| 2007 | 《Holiday in Handcuffs》                                   | 《I Want You》              |                                           |
| 2007 | 《愛情三選一》                                             | 《Meet Me By the Water》    |                                           |
| 2008 | 《拉字至上》                                               | 《The Other Side》          | 集數：「Lifecycle」                       |
| 2008 | 《家族風雲》                                               | 《Duet》                    | 集數：「Just A Sliver」                   |
| 2009 | 《醫診情緣》 （Private Practice）                          | 《Don't》                   | 集數：「Homeward Bound」                  |
| 2009 | 《狗狗旅館》 （Hotel for Dogs）                            | 《Reason Why》              |                                           |
| 2009 | 《實習醫生》                                               | 《Duet》                    | 集數：「I Will Follow You Into the Dark」 |
| 2009 | 《Taking the Stage》                                       | 《Elephants》               | 集數：「Dance Off」                       |
| 2009 | 《The City》                                               | 《Horizon》                 |                                           |
| 2009 | 《One Life to Live》                                       | 《Elephants》               | 集數：「Elephants (4/2/09)」              |
| 2018 | 《經常請吃飯的漂亮姐姐》                                   | 《Something In The Rain》   | 片頭曲                                    |
| 2018 | 《經常請吃飯的漂亮姐姐》                                   | 《La La La》                | 片尾曲                                    |
| 2018 | 《經常請吃飯的漂亮姐姐》                                   | 《Be Somebody's Love》      | 插曲                                      |
| 2019 | 《春夜》                                                   | 《No Direction》            |                                           |
| 2019 | 《春夜》                                                   | 《Is It You》               |                                           |
| 2019 | 《春夜》                                                   | 《We Could Still Be Happy》 |                                           |

## 音樂作品

### 錄音室專輯
- 2004年：《偶遇》（Happenstance） (2004)
- 2008年：《殫精竭慮》（Elephants...Teeth Sinking Into Heart）(2008)
- 2011年：《Chesapeake》(2011)
- 2016年：《Tightrope Walker》(2016)

### EP
- 2003年：《EP》
- 2005年：《Live at the Loft & More》
- 2008年：《Loose Ends》
- 2012年：《Heavyweight》
- 2018年：《Porch Songs》

### 單曲
- 《Worn Me Down》
- 《Letter Read》
- 《1963》
- 《River》
- 《Elephants》
- 《Faster》
- 《Sunday Afternoon》
- 《Be Be Your Love》
- 《It's Always The Little Things》(with Guo Ding)

### 現場/合輯
- 2004年：《Live at the Bonnaroo Music Festival》，由Bonnaroo獨家發行。
- 2005年：《Sony Connect Sets》，由Sony Connect獨家發行。
- 2005年：《KCRW Sessions: Rachel Yamagata》，由iTunes獨家發行
- 2005年：《Napster session: Rachael Yamagata》，由Napster獨家發行

### Bumpus
- 1999年：《Bumpus》
- 2001年：《Steroscope》

### 其他作品
- 2004年：《WFUV: City Folk Live VII》－《Worn Me Down》
- 2004年：Toots & the Maytals－《True Love》
- 2005年：萊恩·亞當斯（Ryan Adams）－《冷豔薔薇》（Cold Roses）
- 2005年：傑森·瑪耶茲－《文字遊戲》（Mr. A-Z）
- 2006年：Chris Holmes－《Blister of the Spotlight》
- 2006年：雷得·米勒（Rhett Miller）－《追隨者》（The Believer）
- 2006年：雷拉·蒙太奇（Ray LaMontagne）－《直至日暮》（Till the Sun Turns Black）
- 2007年：明眸樂團（Bright Eyes）－《Four Winds》
- 2007年：明眸樂團－《卡薩達加》（Cassadaga）
- 2007年：Ben Arthur－《Mouhfeel》
- 2007年：曼蒂·摩爾－《Wild Hope》
- 2007年：Jill Cunniff－《City Beach》

## 外部連結
- 官方網站 （页面存档备份，存于）
- 山形瑞秋的MySpace主頁
- 山形瑞秋在互联网电影资料库（IMDb）上的資料（英文）
- 山形瑞秋在TV.com